# USS Pennsylvania (SSBN-735)
USS Pennsylvania (SSBN-735) – amerykański okręt podwodny napędzany przez siłownię jądrową, przenoszący 24 pociski balistyczne SLBM typu Trident II D-5. Jest to szósty z 14 okrętów typu Trident / Ohio aktualnie pozostających w służbie US Navy w ramach amerykańskiego systemu strategicznego odstraszania nuklearnego. Jego bazą macierzystą pozostaje Naval Base Kitsap-Bangor w stanie Waszyngton.
Okręt ustanowił w pierwszym półroczu 2014 roku - po odbyciu 140 dniowego rejsu - rekord długości patrolu bojowego jednostek tego typu.